# Мир заключён
«Мир заключён» (англ. Peace Concluded) — картина кисти Джона Эверетта Милле 1856 года, изображающая раненого офицера британской армии, читающего в газете «The Times» сообщение об окончании Крымской войны. Картина была представлена в Королевской академии художеств в 1856 году и получила смешанные отзывы, однако была решительно одобрена критиком Джоном Рёскином, заявившим, что в будущем она будет признана «в числе лучших мировых шедевров». Для центральной фигуры жены офицера на картине позировала Эффи Грей, супруга Милле, ранее бывшая супругой Рёскина.
Картина написана маслом, её размеры составляют 120 × 91 см.
В настоящее время полотно принадлежит Институту искусств Миннеаполиса.

## Общее описание
Существует ряд доказательств того, что Милле первоначально собирался создать картину с сатирическим подтекстом — дабы высмеять избалованных офицеров, которым удавалось получить разрешение отбыть на время на родину из-за так называемых «неотложных личных дел», тогда как рядовые солдаты были вынуждены находиться в Крыму в ужасных условиях. Когда война закончилась, такая сатира показалась художнику устаревшей, поэтому изменил сюжет картины на изображение раненого офицера, выздоравливающего у себя дома.
Офицер изображён в полулежащем положении, невдалеке от него лежит его ирландский волкодав, в то время как его жена сидит рядом с ним на диване и частично у него на коленях; за их головами виден большой куст мирта, традиционного символа вечной любви. Офицер отложил в сторону том романа «Ньюкомы» Уильяма Теккерея (жёлтая книга за его головой), чтобы перейти к чтению газеты.
Двое детей у его ног играют с деревянной коробкой в виде Ноева ковчега — популярной игрушки в тот период. Она включает в себя фигурки различных животных, некоторые из которых дети положили на колени своей матери. Каждое животное символизирует одну из стран-участниц Крымской войны. Галльский петух является символом Франции, лев — Англии, медведь — России, индюк — Османской империи (английское название индюка — «turkey» — схоже с названием Турции). Ребёнок, находящийся слева, выбрал из коробки только голубя, что символизирует мир. Богатые ткани платья матери создают впечатление большого красного пятна под игрушками, что символизирует пролитую во время войны кровь. Девочка справа от офицера держит медаль за Крымскую кампанию, полученную её отцом, вопросительно глядя на него.
На заднем плане полотна можно разглядеть картину «Смерть майора Пирсона» кисти Джона Синглтона Копли, изображающую гибель британского офицера, защищавшего Джерси (родину Милле) во время битвы за Джерси (1781 год).

## Оценка критиков
Среди множества достоинств картины Рёскин подчёркивал большое мастерство Милле при работе с цветами, сравнивая его в этом плане с Тицианом. На других критиков того времени тем не менее картина произвела менее восторженное впечатление. Так, один противник прерафаэлитов (к которым принадлежал Милле) отметил, что в этой живописи всё — «одежда, шапки, брюки» — выглядит более живым, нежели люди. Некоторым из прерафаэлитов-коллег Милле картина также не понравилась.